# روي بيدرو (لاعب كرة قدم)
روي بيدرو (20 مارس 1998 في البرتغال - ) هو لاعب كرة قدم برتغالي في مركز الهجوم. لعب مع نادي بورتو.

## وصلات خارجية
- روي بيدرو (لاعب كرة قدم) على موقع الاتحاد الأوربي (الإنجليزية)
- روي بيدرو (لاعب كرة قدم) على موقع قاعدة بيانات كرة القدم.إي يو (الإنجليزية)
- روي بيدرو (لاعب كرة قدم) على موقع Soccerbase.com (لاعب) (الإنجليزية)
- روي بيدرو (لاعب كرة قدم) على موقع Soccerway.com (الإنجليزية)
- روي بيدرو (لاعب كرة قدم) على موقع عالم كرة القدم.نت (الإنجليزية)